# Wertstellung
Wertstellung (Valuta) bezeichnet im Bankwesen die Festsetzung des Kalenderdatums, an dem eine Gutschrift oder Belastung auf einem Konto wirksam bzw. zinswirksam wird. Synonym mit dem Wertstellungsdatum ist das Valutadatum.

## Zinsberechnung
Die Zinsberechnung für Gutschriften oder Belastungen beginnt oder endet mit dem Datum der Wertstellung auf dem betreffenden Girokonto. Wird also ein Betrag einem verzinslichen kreditorischen Konto gutgeschrieben, beginnt mit dem Tag der Wertstellung auch die Zinsberechnung für den gutgeschriebenen Umsatzposten. Wird ein Betrag belastet, endet entsprechend die Zinsberechnung für den betreffenden Umsatzposten. Dies gilt umgekehrt auch für debitorische Konten.

## Wertstellungsklauseln
Wertstellungsklauseln regeln den Zeitpunkt (Bankarbeitstag), zu dem die Kontobewegung für die Zinsberechnung in den jeweils zu bildenden Zwischensaldo eingeht. Sie haben häufig die Rechtsprechung beschäftigt. Durch Bareinzahlungen auf das Konto entstehen bereits mit der Einzahlung — und nicht erst mit der Gutschrift oder der Wertstellung — Forderungsrechte des Kunden gegen die Bank. Ihrer vertraglichen Pflicht aus dem Girovertrag kommt die Bank demnach nur dann vollständig nach, wenn sie den Überweisungsbetrag auch zeitlich, d. h. wertstellungsmäßig korrekt in das Kontokorrent einstellt. Denn erst mit der Wertstellung, also der Festlegung des Kalendertags, für den der Überweisungsbetrag in den für die Zinsberechnung maßgebenden (Zwischen-)Saldo des Girokontos eingeht, kann sich der Betrag zinsmäßig auswirken. Eine Ausnahme hiervon gilt allerdings ausdrücklich für Gutschriften von eingereichten Schecks, die unter Vorbehalt der Scheckeinlösung erfolgen. Sollte eine Firmenbranche keine BRSI enthalten, verschiebt sich das Valutadatum um 1–2 Tage und wird vom Firmensitz des Abrechners und nicht von der tatsächlichen Branche abgerechnet.
Die seit Januar 2002 geltende Regelung des § 676g BGB wurde durch die Rechtsnorm des § 675t BGB im November 2009 ersetzt. Danach sind für Überweisungen Zahlungseingänge unverzüglich nach Eingang zu buchen, die Wertstellung muss taggleich mit dem Zahlungseingang erfolgen. Es kann davon ausgegangen werden, dass das Buchen einer Gutschrift am auf den Eingang folgenden Geschäftstag (mit rückwirkender Wertstellung zum Eingangstag) weiterhin zulässig ist. Der Gesetzestext greift dabei die Rechtsprechung des Bundesgerichtshofs zur Wertstellung bei eingehenden Überweisungen auf. Der BGH hatte klargestellt, dass die Gutschrift, auch wenn sie nachträglich erfolgt, so vorzunehmen ist, dass die Wertstellung des eingegangenen Betrages auf dem Konto des Kunden mit dem Datum des Tages erfolgt, an dem der Betrag dem Kreditinstitut zur Verfügung gestellt worden ist. Lediglich mit Unternehmen kann das begünstigte Kreditinstitut eine abweichende Wertstellungsvereinbarung für Bareinzahlungen treffen, da sich die gesetzliche Regelung auf Verbraucher bezieht.

## Transparenz der Kontosalden
Wenn Kreditinstitute auf Kontoauszügen, im Online-Banking oder an Geldautomaten Buchsalden anzeigen, kann dies dazu führen, dass der Kunde Gelder abhebt, die zwar buchungsmäßig, aber noch nicht valutarisch dem Konto gutgeschrieben sind. Deshalb ist es dem BGH zufolge unzulässig, wenn Kreditinstitute den Buchsaldo am Geldautomaten anzeigen. Damit verletzen die Kreditinstitute ihre vertraglichen Pflichten aus einem Girovertrag, wenn sie Kontoinhabern insbesondere jeweils in den letzten Tagen des Monats auf Kontostandsabfragen am Geldautomaten unrichtige Auskünfte über den Stand ihrer Girokonten erteilen (§§ 676f, § 675 Abs. 1 BGB in Verbindung mit § 666 BGB). Diese Irreführung von Kunden sei ohne weiteres vermeidbar, entweder durch aufklärende Hinweise oder durch (teilweisen) Verzicht auf den zusätzlichen Kundenservice einer automatisierten Auskunft über den Kontostand. Die Kontostandsauskunft am Geldautomaten sei dem BGH zufolge durch die Anzeige von Rentenzahlungen vor ihrer Wertstellung als Guthaben so eingerichtet, dass viele Kunden bei einer Kontostandsabfrage irregeführt werden können. Die Kunden könnten durch diese Kontostandsauskunft veranlasst werden, durch ungewollte Kontoüberziehungen Kreditleistungen der Banken in Anspruch zu nehmen, die sie bei zutreffender Kontostandsangabe nicht in Anspruch genommen hätten. In Fortführung dieser Rechtsprechung entschied dann der BGH im Jahre 2007, dass Kontoauszüge irreführend sind, wenn der Kontosaldo auch nicht „wertgestellte“ Beträge enthält, über die bis zur Wertstellung noch nicht ohne Belastung mit Sollzinsen verfügt werden kann, selbst wenn die einzelnen Kontoumsätze die unterschiedliche Wertstellung anzeigten.

## Sonstiges
Bei unterschiedlichen Wertstellungsterminen einer Überweisung zwischen zwei Konten bei derselben Bank ergeben sich Zinsvorteile (Valutagewinne) für diese Bank, da für den Zeitraum zwischen den Wertstellungen für den überwiesenen Betrag weder auf dem Ausgangs- noch auf dem Zielkonto Zinsen berechnet werden.
Üblicherweise werden Wertpapier-, Devisen- und Edelmetallgeschäfte in Deutschland mit einer zweitägigen Wertstellung verbucht, und zwar zwei Werktage nach dem eigentlichen Geschäftsabschluss. Das hängt damit zusammen, dass dem Geschäftsabschluss ein Kassageschäft zugrunde liegt.